# 2006年のMLBドラフト
2006年のMLBドラフト（2006 First-Year Player Draft）とは、6月6日から7日にかけて行われたMLBのアマチュアドラフトである。

## 1巡目指名
|  | = オールスター |  | = WBC出場  |  |
|  | = MLB未出場    |  | = 契約せず |  |

| 順位 | 選手                   | チーム                                     | 守備位置 | 学校                                 |
| ---- | ---------------------- | ------------------------------------------ | -------- | ------------------------------------ |
| 1    | ルーク・ホッチェバー   | カンザスシティ・ロイヤルズ                 | 投手     | テネシー大学                         |
| 2    | グレッグ・レイノルズ   | コロラド・ロッキーズ                       | 投手     | スタンフォード大学                   |
| 3    | エバン・ロンゴリア     | タンパベイ・デビルレイズ                   | 三塁手   | カリフォルニア州立大学ロングビーチ校 |
| 4    | ブラッド・リンカーン   | ピッツバーグ・パイレーツ                   | 投手     | ヒューストン大学                     |
| 5    | ブランドン・モロー     | シアトル・マリナーズ                       | 投手     | カリフォルニア大学バークレー校       |
| 6    | アンドリュー・ミラー   | デトロイト・タイガース                     | 投手     | ノースカロライナ大学チャペルヒル校   |
| 7    | クレイトン・カーショウ | ロサンゼルス・ドジャース                   | 投手     | Highland Park High School            |
| 8    | ドリュー・スタッブス   | シンシナティ・レッズ                       | 外野手   | テキサス大学オースティン校           |
| 9    | ビル・ローウェル       | ボルチモア・オリオールズ                   | 三塁手   | Bishop Eustace Preparatory School    |
| 10   | ティム・リンスカム     | サンフランシスコ・ジャイアンツ             | 投手     | ワシントン大学                       |
| 11   | マックス・シャーザー   | アリゾナ・ダイヤモンドバックス             | 投手     | ミズーリ大学コロンビア校             |
| 12   | ケイシー・カイカー     | テキサス・レンジャーズ                     | 投手     | Russell County High School (AL)      |
| 13   | タイラー・コルビン     | シカゴ・カブス                             | 外野手   | クレムゾン大学                       |
| 14   | トラビス・スナイダー   | トロント・ブルージェイズ                   | 外野手   | Henry M. Jackson High School         |
| 15   | クリス・マレーロ       | ワシントン・ナショナルズ                   | 三塁手   | Monsignor Edward Pace High School    |
| 16   | ジェレミー・ジェフレス | ミルウォーキー・ブルワーズ                 | 投手     | Halifax County High School (VA)      |
| 17   | マット・アントネリ     | サンディエゴ・パドレス                     | 三塁手   | ウェイクフォレスト大学               |
| 18   | カイル・ドレイベック   | フィラデルフィア・フィリーズ               | 投手     | The Woodlands High School            |
| 19   | ブレット・シンクベイル | フロリダ・マーリンズ                       | 投手     | ミズーリ州立大学                     |
| 20   | クリス・パームリー     | ミネソタ・ツインズ                         | 外野手   | Chino Hills High School              |
| 21   | イアン・ケネディ       | ニューヨーク・ヤンキース                   | 投手     | 南カリフォルニア大学                 |
| 22   | コルトン・ウィレムズ   | ワシントン・ナショナルズ                   | 投手     | John Carroll Catholic High School    |
| 23   | マックス・サップ       | ヒューストン・アストロズ                   | 捕手     | Bishop Moore High School             |
| 24   | コディ・ジョンソン     | アトランタ・ブレーブス                     | 一塁手   | A. Crawford Mosley High School       |
| 25   | ハンク・コンガー       | ロサンゼルス・エンゼルス・オブ・アナハイム | 捕手     | Huntington Beach High School         |
| 26   | ブライアン・モリス     | ロサンゼルス・ドジャース                   | 投手     | Motlow State Community College       |
| 27   | ジェイソン・プレイス   | ボストン・レッドソックス                   | 外野手   | Wren High School                     |
| 28   | ダニエル・バード       | ボストン・レッドソックス                   | 投手     | ノースカロライナ大学チャペルヒル校   |
| 29   | カイル・マカロック     | シカゴ・ホワイトソックス                   | 投手     | テキサス大学オースティン校           |
| 30   | アダム・オッタビーノ   | セントルイス・カージナルス                 | 投手     | ノースイースタン大学                 |

## 1巡目補足指名
| 順位 | 選手                         | チーム                         | 守備位置 | 学校                              |
| ---- | ---------------------------- | ------------------------------ | -------- | --------------------------------- |
| 31   | プレストン・マッティングリー | ロサンゼルス・ドジャース       | 遊撃手   | Evansville Central High School    |
| 32   | ペドロ・ベアト               | ボルチモア・オリオールズ       | 投手     | セントピーターズ大学              |
| 33   | エマニュエル・バリス         | サンフランシスコ・ジャイアンツ | 遊撃手   | ケント州立大学                    |
| 34   | ブルックス・ブラウン         | アリゾナ・ダイヤモンドバックス | 投手     | ジョージア大学                    |
| 35   | カイラー・バーク             | サンディエゴ・パドレス         | 外野手   | Ooltewah High School              |
| 36   | クリス・コグラン             | フロリダ・マーリンズ           | 三塁手   | ミシシッピ大学                    |
| 37   | エイドリアン・カーデナス     | フィラデルフィア・フィリーズ   | 遊撃手   | Monsignor Edward Pace High School |
| 38   | コーリー・ラスムス           | アトランタ・ブレーブス         | 投手     | Russell County High School        |
| 39   | デビッド・ハフ               | クリーブランド・インディアンス | 投手     | カリフォルニア大学ロサンゼルス校  |
| 40   | クリス・ジョンソン           | ボストン・レッドソックス       | 投手     | ウィチタ州立大学                  |
| 41   | ジョバ・チェンバレン         | ニューヨーク・ヤンキース       | 投手     | ネブラスカ大学リンカーン校        |
| 42   | クリス・ペレス               | セントルイス・カージナルス     | 投手     | マイアミ大学                      |
| 43   | スティーブン・エバーツ       | アトランタ・ブレーブス         | 投手     | Robinson High School              |
| 44   | キャレブ・クレイ             | ボストン・レッドソックス       | 投手     | Cullman High School               |

## その他注目選手
| 巡 目 | 順 位 | 選 手                              | チ ｜ ム                       | 守 備 位 置 | 学 校                              |
| ----- | ----- | ---------------------------------- | ------------------------------ | ----------- | ---------------------------------- |
| 2     | 61    | ウェイド・ルブラン                 | サンディエゴ・パドレス         | 投手        | アラバマ大学                       |
| 2     | 66    | トレバー・ケーヒル                 | オークランド・アスレチックス   | 投手        | ビスタ高等学校                     |
| 2     | 71    | ジャスティン・マスターソン         | ボストン・レッドソックス       | 投手        | サンディエゴ州立大学               |
| 2     | 76    | マーク・ハミルトン                 | フロリダ・マーリンズ           | 外野手      | テュレーン大学                     |
| 3     | 77    | ブレイク・ウッド                   | カンザスシティ・ロイヤルズ     | 投手        | ジョージア工科大学                 |
| 3     | 95    | スコット・カズンズ                 | フロリダ・マーリンズ           | 外野手      | サンフランシスコ大学               |
| 3     | 96    | タイラー・ロバートソン             | ミネソタ・ツインズ             | 投手        | ベラ・ビスタ高等学校               |
| 4     | 109   | アレックス・カッブ                 | セントルイス・カージナルス     | 投手        | ベロビーチ高等学校                 |
| 4     | 148   | クリス・デービス                   | テキサス・レンジャーズ         | 一塁手      | ナバーロ短期大学                   |
| 5     | 161   | クリス・アーチャー                 | クリーブランド・インディアンス | 投手        | クレイトン高等学校                 |
| 5     | 166   | シェーン・ロビンソン               | セントルイス・カージナルス     | 外野手      | フロリダ州立大学                   |
| 6     | 170   | ジム・ネグリッチ                   | ピッツバーグ・パイレーツ       | 二塁手      | ピッツバーグ大学                   |
| 6     | 188   | アンドリュー・ベイリー             | オークランド・アスレチックス   | 投手        | ワグナー・カレッジ                 |
| 7     | 207   | ジャスティン・ターナー             | シンシナティ・レッズ           | 三塁手      | カリフォルニア州立大学フラトン校   |
| 8     | 254   | デリン・ベタンセス                 | ニューヨーク・ヤンキース       | 投手        | グランド・ストリート・キャンパス   |
| 8     | 273   | デビッド・フリース                 | サンディエゴ・パドレス         | 三塁手      | 南アラバマ大学                     |
| 8     | 274   | ジェレミー・バーフィールド         | ニューヨーク・メッツ           | 外野手      | サンジャッキント大学               |
| 9     | 284   | マーク・マランソン                 | ニューヨーク・ヤンキース       | 投手        | アリゾナ大学                       |
| 11    | 335   | オジー・マルティネス               | フロリダ・マーリンズ           | 遊撃手      | ポータービル大学                   |
| 12    | 347   | エベレット・ティーフォード         | シアトル・マリナーズ           | 投手        | ポートランド大学                   |
| 12    | 360   | ジョナサン・ディアス               | トロント・ブルージェイズ       | 遊撃手      | ノースカロライナ州立大学           |
| 13    | 394   | ダニエル・マーフィー               | ニューヨーク・メッツ           | 二塁手      | ジャクソンビル大学                 |
| 14    | 426   | ジェフ・マンシップ                 | ミネソタ・ツインズ             | 投手        | ノートルダム大学                   |
| 16    | 471   | オースティン・ビベンス＝ディルクス | セントルイス・カージナルス     | 投手        | デュランゴ高等学校                 |
| 16    | 479   | ブレイク・パーカー                 | シカゴ・カブス                 | 捕手        | アーカンソー大学                   |
| 16    | 496   | トミー・ファム                     | セントルイス・カージナルス     | 外野手      | デュランゴ高等学校                 |
| 18    | 556   | アマウリ・カサーニャ               | セントルイス・カージナルス     | 外野手      |                                    |
| 19    | 562   | デュアン・ビロウ                   | デトロイト・タイガース         | 投手        | レイクミシガン・カレッジ           |
| 20    | 607   | ドモニク・ブラウン                 | フィラデルフィア・フィリーズ   | 外野手      | レダン高等学校                     |
| 20    | 614   | ケビン・ルッソ                     | ニューヨーク・ヤンキース       | 三塁手      | ベイラー大学                       |
| 22    | 675   | カネコア・テシェイラ               | シカゴ・ホワイトソックス       | 投手        | サドルバック大学                   |
| 28    | 856   | ルーク・グレガーソン               | セントルイス・カージナルス     | 投手        | セントザビエル大学                 |
| 30    | 915   | ヘクター・サンティアゴ             | シカゴ・ホワイトソックス       | 投手        | ブルームフィールド・テック高等学校 |